# Berliner Dekret

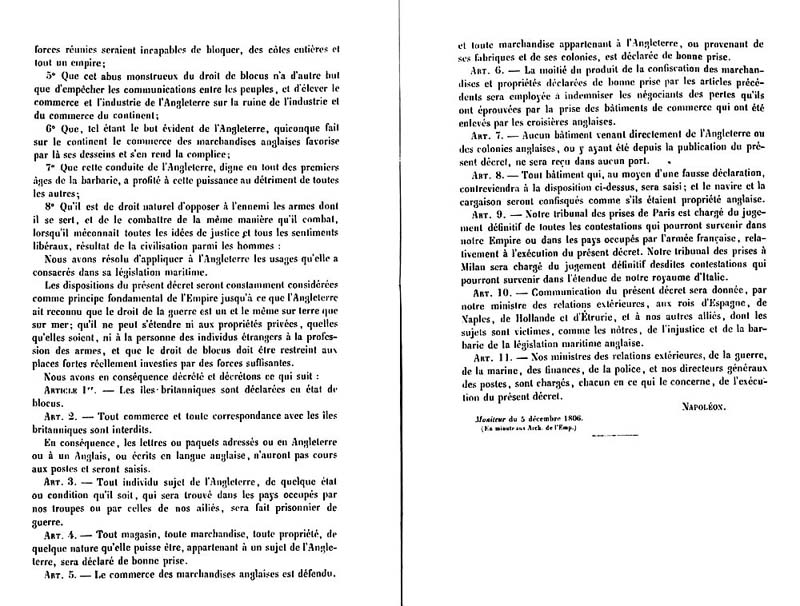
Wortlaut des Berliner Dekrets, mit dem Napoleon 1806 die Kontinentalsperre verschärfte

Als Berliner Dekret bezeichnet man eine von Napoleon I. am 21. November 1806 in Berlin erlassene Verordnung, mit dem die gegen Großbritannien gerichtete Kontinentalsperre eine erste wesentliche Verschärfung erfuhr.

## Geschichte
Schon seit 1793 wurden die militärischen Auseinandersetzungen zwischen Großbritannien und Frankreich von einem wenig wirksamen Wirtschaftskrieg begleitet. Mit der französischen Hegemonie über das kontinentale Europa und als Folge der Niederlage in der Schlacht von Trafalgar 1805 suchte Napoleon, Großbritannien durch einen totalen Wirtschaftskrieg niederzuringen. Nach den verlorenen Schlachten von Jena und Auerstedt am 14. Oktober 1806 gegen Napoleon während des Vierten Koalitionskrieges, musste König Friedrich Wilhelm III. von Preußen und seine Familie die Hauptstadt Berlin fluchtartig in Richtung Ostpreußen verlassen. Napoleon hielt wenig später, am 27. Oktober 1806, feierlich Einzug in Berlin. Er nahm im Berliner Schloss Quartier in den Räumen die zuvor Friedrich Wilhelm II. bewohnte.
Von seinem Hauptquartier im Berliner Schloss erließ Napoleon zahlreiche Gesetze und Verordnungen. So ließ er die drei deutschen Fürsten, den Herzog von Nassau, den Kurfürsten von Hessen und den Herzog von Braunschweig-Lüneburg, absetzen und enteignen. Er veranlasste die Errichtung des Ruhmestempels La Madeleine in Paris und die Benennung der Brücke gegenüber der Pariser Militärschule in Pont d’Iéna. Am bedeutendsten wurde das am 21. November 1806 erlassene Dekret über den Blockadezustand der Britischen Inseln. Napoleon verfasste und unterzeichnete das Dekret ohne Wissen seines Außenministers Charles-Maurice de Talleyrand-Périgord. Er wollte, wie er selbst verkündete, das Meer durch die Macht des Landes besiegen. Noch wenige Tage zuvor empfing er im Schloss von Berlin eine Abordnung französischer Senatoren, denen er auch schriftlich eine Rechtfertigung seiner Absichten mitteilte.

## Inhalt
Das Berliner Dekret, in dem der Begriff Kontinentalsperre noch nicht genannt wird, ist in zwei Teile gegliedert.
Der erste Teil beinhaltet in zehn Artikeln eine Begründung bzw. Rechtfertigung der Blockade gegen Großbritannien. So wird unter anderem in zahlreichen Anschuldigungen England ein Bruch des Seerechts und Völkerrechts vorgeworfen. Das Dekret wird als Grundsatz für Frankreich und die von ihm annektierten Gebiete sowie Frankreichs Alliierte betrachtet.
Im zweiten Teil wurden die konkreten Maßnahmen gegen Großbritannien aufgeführt. So z. B. in Artikel 1 der Blockadezustand der Britischen Inseln erklärt, der Handel und die Korrespondenz mit Großbritannien verboten (Artikel 2), jeder englische Untertan wurde zum Kriegsgefangenen erklärt (Artikel 3), alle Lager, jede Ware und jedes Eigentum eines englischen Untertanen wurde zur Prise (Artikel 4), kein Schiff aus England oder aus dessen Kolonien durfte einen Hafen anlaufen (Artikel 7). Mit der Ausführung des Dekretes wurden die Außenminister, Kriegsminister, Marineminister, Finanzminister, Polizeiminister und Generalpostdirektoren beauftragt (Artikel 11).

## Auswirkungen
Mit dem Berliner Dekret verhängte der französische Kaiser ein vollständiges Handelsembargo über die Britischen Inseln. Sofort nach dem Inkrafttreten des Dekrets wurden Kuriere an die Regierungen nach Holland, Spanien und Italien abgesandt, die Verordnungen unverzüglich umzusetzen. Marschall Adolphe Édouard Casimir Joseph Mortier, erhielt den Befehl, die Hansestädte Bremen, Hamburg und Lübeck zu besetzen sowie die Häfen von Mecklenburg und Pommern bis zur Oder. Er sollte die Waren englischer Herkunft beschlagnahmen und britische Händler gefangen nehmen.
Großbritannien antwortete kurze Zeit später mit den Orders in Council vom 7. Januar und 11. November 1807, was faktisch eine Gegenblockade bedeutete. So wurde am 7. Januar bestimmt, dass neutrale Schiffe keine Häfen anlaufen dürfen, die zu Frankreich oder dessen Verbündeten gehörten oder von ihnen kontrolliert würden. Bei Nichtbeachtung drohte die Konfiskation der Ladung. Am 11. November wurde das Verbot auf alle Häfen und Plätze Frankreichs und seiner Verbündeter einschließlich ihrer Kolonien, generell auf mit Großbritannien Krieg führende Staaten sowie jene Länder erstreckt, welche den Handel mit britischer Flagge untersagten. Als gesetzwidrig wurde auch der Verkauf von Schiffen der Kriegsgegner an neutrale Staaten betrachtet. Die britische Regierung unterstütze nun aktiv den Schmuggel von Waren, vor allem von der Insel Helgoland aus, auf den europäischen Kontinent.
Die napoleonischen Dekrete von Mailand (1807), Paris (1808), Trianon und Fontainebleau (1810) führten zu einer weiteren Eskalation der Auseinandersetzungen. Blieben die negativen Auswirkungen der Kontinentalsperre im Großen und Ganzen begrenzt, so brachte das Kontinentalsystem, in das Napoleon mit besonderer Härte seit 1810 zur Protektion der französischen Wirtschaft vor allem die Rheinbundstaaten presste, erhebliche wirtschaftliche Nachteile, die den Widerstand der Bevölkerung hervorriefen und den Freiheitsdrang begünstigten.

## Auszug aus dem Berliner Dekret (zweiter Teil)
„Art. 1. Die britischen Inseln sind in Blockadezustand erklärt.
Art. 2. Jeder Handel und jede Korrespondenz mit den britischen Inseln ist untersagt. Daher sollen die Briefe oder Pakete, welche entweder nach England oder an einen Engländer adressiert, oder in englischer Sprache geschrieben sind, von der Post nicht befördert, sondern weggenommen werden.
Art. 3. Jeder englische Untertan, zu welchem Stand oder Beruf er gehören möge, der in den von unseren Truppen oder denen unserer Bundesgenossen besetzten Ländern angetroffen wird, soll zum Kriegsgefangenen gemacht werden.
Art. 4. Jedes Warenlager, jede Ware, jedes Eigentum, von welcher Art es auch sein möge, das einem englischen Untertan gehört, soll zur Kriegsbeute erklärt werden.
Art. 5: Der Handel mit englischen Waren ist untersagt, und jede Ware, die England gehört oder aus seinen Fabriken und Kolonien kommt, soll zur Kriegsbeute erklärt werden.
Art. 6. Die Hälfte des Ertrags aus der Konfiskation der Waren und Güter, welche in den obigen Artikeln zur Kriegsbeute erklärt worden sind, soll dazu verwendet werden, die Kaufleute für den Verlust zu entschädigen, die sie durch die Wegnahme der von den englischen Kreuzern geraubten Handelsfahrzeuge erlitten haben.
Art. 7. Kein Fahrzeug, das direkt aus England oder den englischen Kolonien kommt, oder das seit der Veröffentlichung des gegenwärtigen Dekrets dort gewesen ist, darf in irgendeinem Hafen aufgenommen werden.
Art. 8. Jedes Fahrzeug, das mittels einer falschen Deklaration die obige Bestimmung übertritt, soll weggenommen, und das Schiff, sowie die Ladung sollen konfisziert werden, als wenn sie englisches Eigentum wären.
Art. 9. Unser Prisengericht in Paris ist mit der Beurteilung aller Streitigkeiten beauftragt, welche in unserem Reich oder in den von der französischen Armee besetzten Ländern bezüglich der Vollziehung des gegenwärtigen Dekrets entstehen könnten.
Art. 10. Es soll das gegenwärtige Dekret von unserem Minister der auswärtigen Angelegenheiten den Königen von Spanien, Neapel, Holland und Etrurien, und unseren anderen Bundesgenossen, deren Untertanen so wie die unsrigen Opfer der Ungerechtigkeit und der Barbarei der englischen Seegesetzgebung sind, mitgeteilt werden.
Art. 11. Unsere Minister der auswärtigen Angelegenheiten, des Krieges, der Marine, der Finanzen, der Polizei, und unsere Generalpostdirektoren sind, jeder in dem, was ihn betrifft, mit der Vollziehung des gegenwärtigen Dekrets beauftragt.“